# Dulce Pássaro
Dulce dos Prazeres Fidalgo Álvaro Pássaro, née le 23 novembre 1953 à Oliveira do Hospital, est une ingénieure, femme politique portugaise, anciennement ministre de l'Environnement et de l'Aménagement du territoire.

## Études et carrière
En 1976, elle obtient une licence en génie chimique de l'Institut supérieur technique (IST) de Lisbonne et se spécialise, six ans plus tard, en génie sanitaire à la Nouvelle université de Lisbonne.
Elle devient technicienne supérieure de la direction générale des Ressources et de l'Approvisionnement en eau en 1977. Elle est alors chargée du contrôle du rejet des eaux usées industrielles.
Elle passe ensuite à la direction générale de la Qualité de l'environnement, où elle s'occupe du combat contre la pollution maritime et du contrôle des substances dangereuses pour le milieu aquatique. Elle intègre par la suite le groupe de travail désigné pour élaborer la première loi nationale sur la qualité de l'eau, avant de devenir chef de la division des déchets.
En 1986, Dulce Pássaro est nommée directrice des déchets à la direction générale de l'Environnement. Elle quitte ce poste l'année suivante.
Dix ans plus tard, elle prend la direction du département de la Planification et des Affaires internationales de l'Institut des déchets. Elle garde ce poste jusqu'en 2000, puis devient, pour trois ans, présidente de l'Institut des déchets.
Elle a siégé au sein du conseil de direction de l'Institut de régulation des eaux et des déchets (IRAR) entre 2003 et 2009.
Par ailleurs, à partir de 1990, elle participe à la mise en œuvre de toute la législation portugaise sur les déchets, aux discussions sur les directives relatives aux déchets, et à de nombreux comités sur le sujet mis en place par la Commission européenne.
Enfin, elle siège au sein des groupes de travail chargés d'élaborer le Plan national des déchets et les Plans stratégiques de gestion des déchets industriels et hospitaliers et participé à l'élaboration de la loi sur les déchets du territoire de Macao.

## Activité politique
Affiliée à aucun parti politique, Dulce Pássaro est nommée, le 26 octobre 2009, ministre de l'Environnement et de l'Aménagement du territoire dans le second gouvernement formé par le Premier ministre socialiste José Sócrates. Elle est remplacée le 21 juin 2011 par Assunção Cristas.